# Janji Raja (Sosa)
Janji Raja is een bestuurslaag in het regentschap Padang Lawas van de provincie Noord-Sumatra, Indonesië. Janji Raja telt 813 inwoners (volkstelling 2010).